# Upplands runinskrifter 641
Upplands runinskrifter 641 är en vikingatida runsten av granit i Brunnsta bro, Övergrans socken och Håbo kommun. Runstenen är 2,2 meter hög och 0,9 meter bred. Runhöjden är 5-8 centimeter. Stenen var länge försvunnen men återfanns vid en plöjning 1905. U 642 har i huvudsak samma inskrift.

## Inskriften
Translitterering av runraden:
hiþinkair × auk [×] biorn × raistu × eftir × ki(l)t[a ×] bonta × koþa[n]
Normalisering till runsvenska:
Heðingæiʀʀ ok Biorn ræistu æftiʀ Gilda(?), bonda goðan.
Översättning till nusvenska:
Hedenger och Björn reste [stenen] efter Gilde(?), en god bonde.